# Bayerischer MPL
Der Bayerische MPL war ein elektrischer Gepäcktriebwagen der Königlich Bayerischen Staatseisenbahnen für den Betrieb der Königsseebahn und der Lokalbahn Berchtesgaden–Hangender Stein. Bei der Deutschen Reichsbahn (DR) erhielt er 1941 die Nummer ET 194 01. Später gelangte er zur Lokalbahn Zartlesdorf–Hohenfurth–Lippnerschwebe. Dort wurde das Fahrzeug nach dem Zweiten Weltkrieg von den ČSD als M 200.101 bezeichnet und war bis 1955 im Einsatz.

## Geschichte
Der Triebwagen erhielt bei der Deutschen Reichsbahn zunächst ab 1927 die Bezeichnung Pw elt 601. Er war für Übergabezüge auf der Königsseebahn und der Strecke Berchtesgaden–Hangender Stein bestimmt und wurde dort gemeinsam mit den Triebwagen der Reihe MBCL eingesetzt. Mit der Stilllegung der letzteren Strecke war sein Einsatzgebiet auf dem Abschnitt Berchtesgaden Hbf–Salzbergwerk Berchtesgaden beschränkt.
Neben diesen Fahrten kam das Fahrzeug fallweise auch auf der Strecke Salzburg–Hangender Stein und der Lokalbahn Bad Aibling–Feilnbach zum Einsatz. Anschließend kam es zur Lokalbahn Zartlesdorf–Hohenfurth–Lippnerschwebe, die damals noch zur Reichsbahndirektion Linz gehörte. Dort verblieb der Wagen über das Kriegsende hinaus und gelangte mit der Strecke zur ČSD. Der Triebwagen wurde in einen reinen Personentriebwagen umgebaut und als M 200.101 bezeichnet. In diesem Zustand verblieb der Triebwagen bis 1956 auf der genannten Strecke.
Als die Fahrdrahtspannung 1955 von 1,2 kV Gleichspannung auf 1,5 kV heraufgesetzt wurde, war das der Ausmusterungsgrund für den Triebwagen.

## Konstruktive Merkmale
Das Untergestell war aus genieteten Walzprofilen hergestellt, das Gerippe des Wagenkastens bestand aus Holz, welches außen mit Blech verkleidet war. Ausgerüstet war der Triebwagen mit einer herkömmlichen Zug- und Stoßeinrichtung als auch mit einer Mittelpufferkupplung. Die Führerstände waren von Anfang an verschlossen ausgeführt, an der Stirnseite besaß das Fahrzeug drei Stirn- und vier Seitenfenster. Zugang zu den Führerständen war über zwei Seitentüren möglich. Der dazwischenliegende Gepäckraum war auf einer Seite zurückgesetzt, dadurch war ein seitlicher Übergang zwischen den Führerständen möglich. Zugänglich war der Gepäckraum von außen durch eine große Schiebetür pro Seite. Die Farbgebung war ursprünglich in grün, ab 1936 rot-beige.
Auf dem Dach waren anfangs zwei Lyrastromabnehmer angeordnet, ab den 1930er Jahren wurden diese durch Scherenstromabnehmer ersetzt. Die beiden Fahrmotoren des Triebwagens waren Gleichstrom-Reihenschlussmotoren und in Tatzlager-Bauweise im Rahmen aufgehängt. Ferner besaß der Triebwagen eine Vielfachsteuerung und konnte im Verbund eingesetzt werden.